# Victoria Warmerdam
Victoria Warmerdam (* 1991) és una director de cinema dels Països Baixos.

## Biografia
Warmerdam s'ha apassionat pel cinema des de la infància i va decidir convertir-se en director als 12 anys. Als 15 anys, va comprar la seva primera càmera i va rodar i muntar les seves primeres pel·lícules. Va assistir a la Hogeschool voor de Kunsten d'Utrecht, on es va graduar com a directora i guionista el 2015. El seu projecte de graduació, la pel·lícula Gelukkig ben ik gelukkig', es va projectar al Nederlands Film Festival, entre d'altres. El mateix any va guanyar el Burny Bos Eigenwijsprijs al Festival Cinekid amb la seva idea cinematogràfica SpaceKees.
El 2019, Warmerdam va estrenar la seva segona pel·lícula, Short Calf Muscle, que va dirigir i escriure. El curtmetratge es va projectar en més de 150 festivals i va guanyar nombrosos premis, inclòs l'Iris Prize per valor de 30.000 lliures.
El 2021 va estrenar el curtmetratge Snorrie, que també es va veure en nombrosos festivals de cinema. El curtmetratge de Warmerdam Ik ben geen robot que va guanyar el premi al millor curtmetratge al LVI Festival Internacional de Cinema Fantàstic de Catalunya i l'Oscar al millor curtmetratge el 2025.

## Filmografia
- 2014: Gelukkig ben ik gelukkig (curtmetratge)
- 2019: Short Calf Muscle (Korte Kuitspier) (curtmetratge)
- 2020: Snorrie (curtmetratge)
- 2023: Ik ben geen robot (curtmetratge)